# 塞耶冰原島峰
62°28′21.5″S 60°08′04.8″W / 62.472639°S 60.134667°W

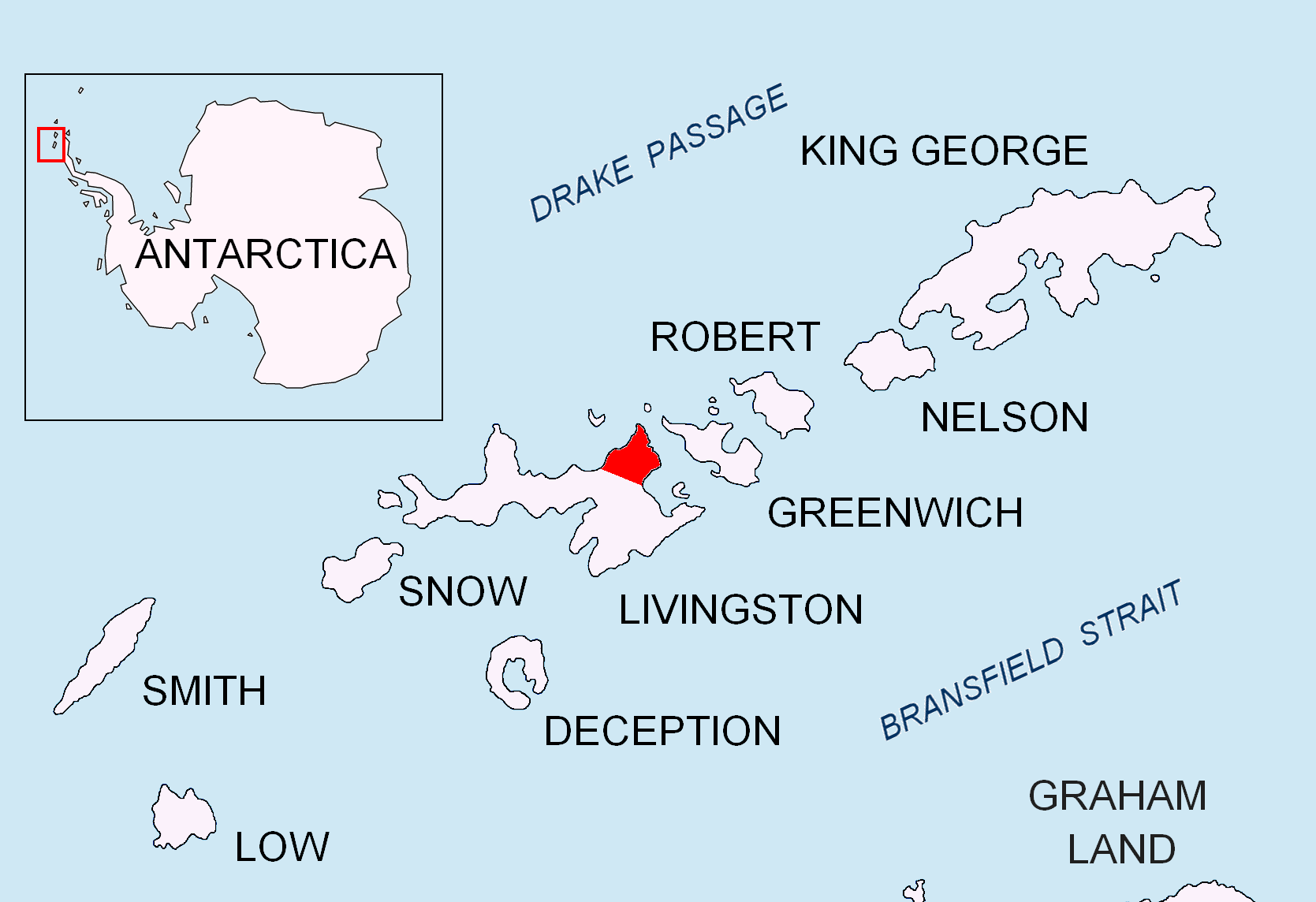

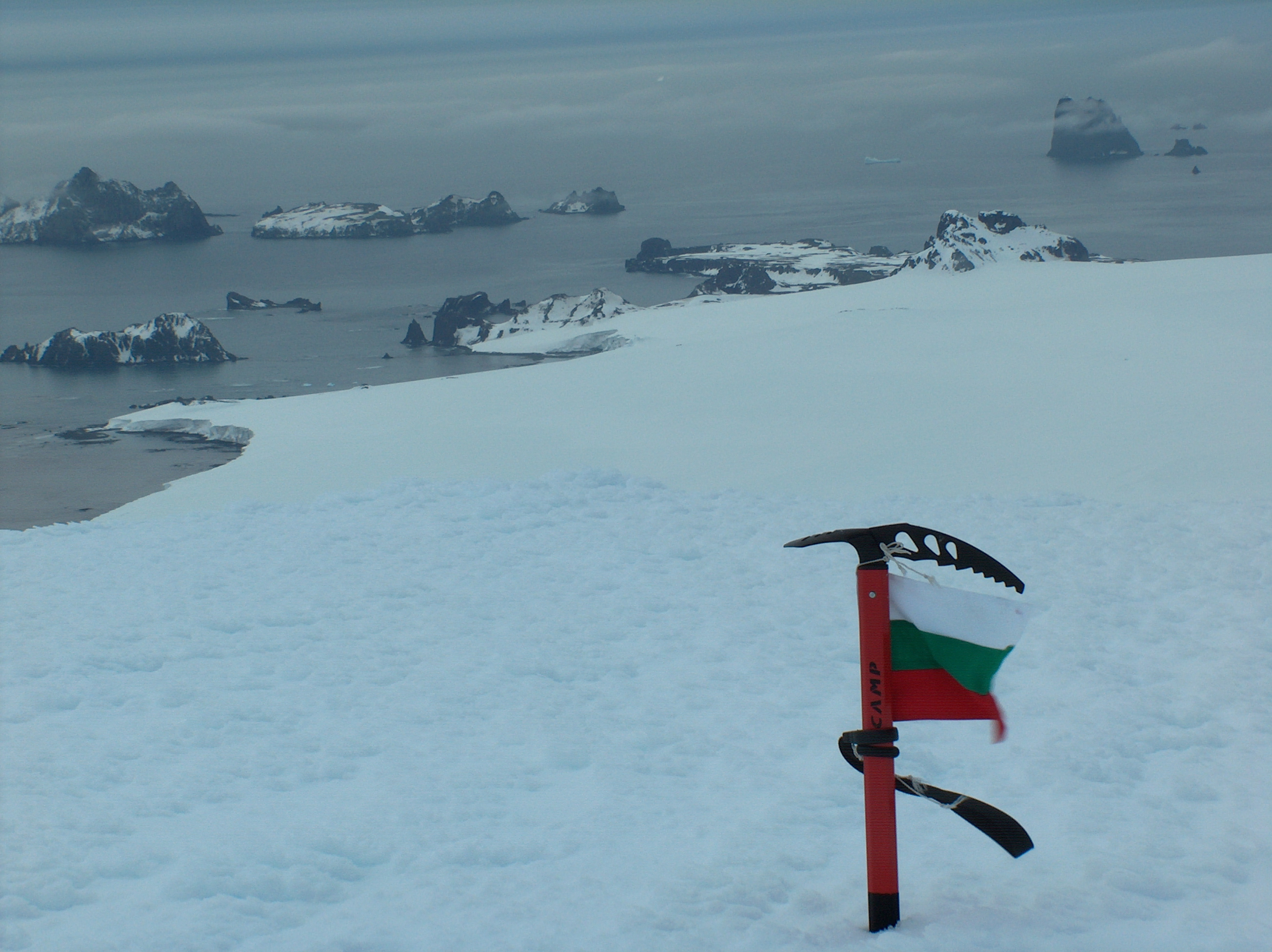

塞耶冰原島峰是南極洲的冰原島峰，位於南設得蘭群島中利文斯頓島的瓦爾納半島，處於威廉斯角以南2.3公里、波莫里角西北面3.8公里和熱利亞瓦山以北2.2公里。

## 外部連結
- SCAR Composite Antarctic Gazetteer（页面存档备份，存于）.